# Stefan Ciechomski
Stefan Ciechomski (Czechomski) herbu Wąż – cześnik gostyniński w 1629 roku, sędzia ziemski gostyniński.
Poseł na sejm zwyczajny 1629 roku z ziemi gostynińskiej. Jako poseł na sejm zwyczajny 1629 roku wyznaczony komisarzem do zapłaty wojsku koronnemu. Poseł na sejm nadzwyczajny 1629 roku. Poseł na sejm 1639 roku, sejm 1641 roku.
Elektor Władysława IV Wazy w 1632 roku i Jana II Kazimierza Wazy w 1648 roku z ziemi gostynińskiej.